# Baumannsche Mühle

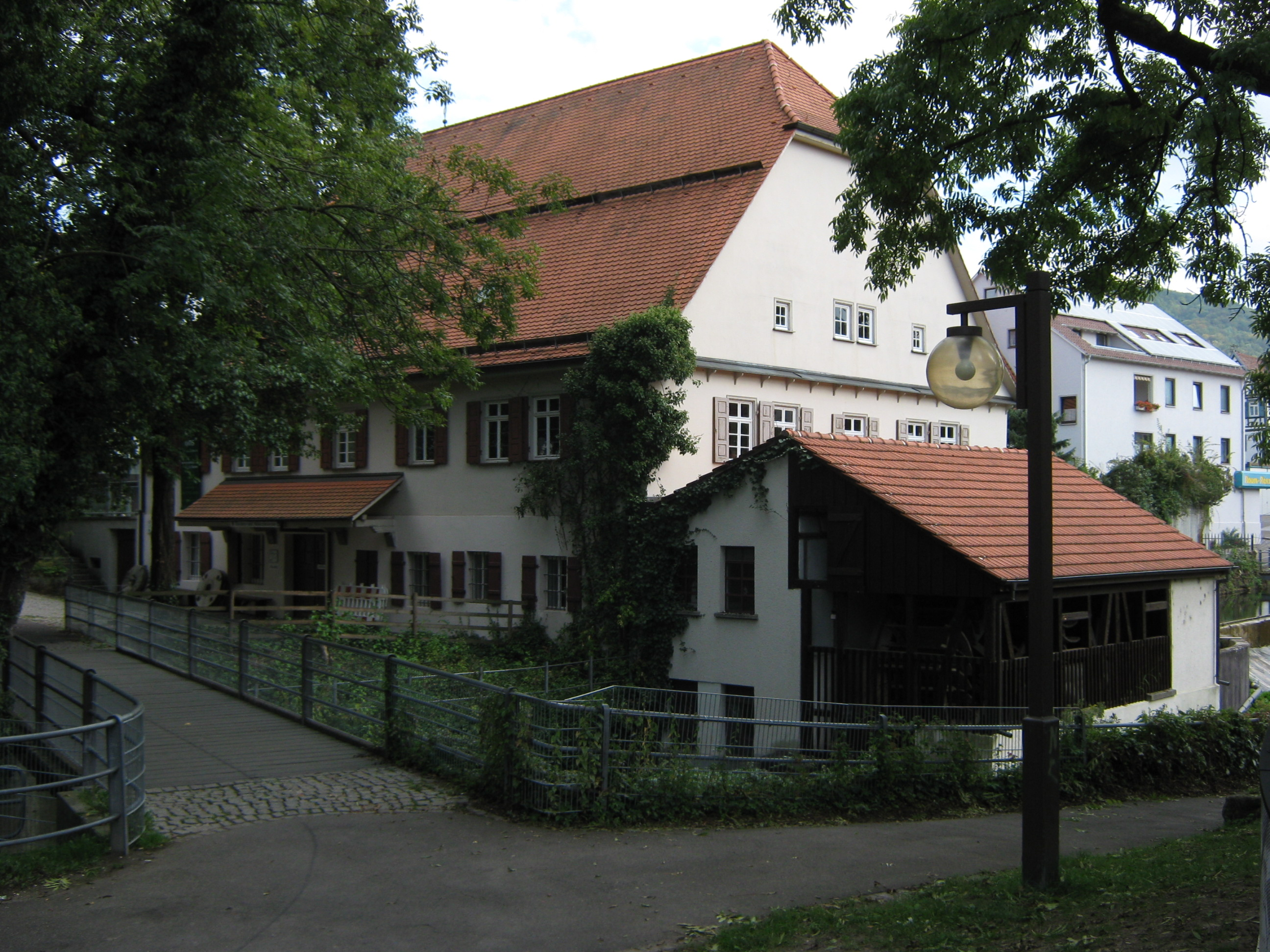
Die Baumannsche Mühle in Pfullingen (Ansicht von Westen)

Die Baumannsche Mühle in Pfullingen im Landkreis Reutlingen in Baden-Württemberg ist eine denkmalgeschützte ehemalige Getreidemühle an der Echaz. Sie wurde 1799 erbaut und bis 1963 aktiv genutzt; ab 1941 als Elektrizitätswerk. 1988 wurde sie restauriert und zum Mühlenmuseum umgebaut. Die Mühleinrichtung im Hauptgebäude erstreckt sich über vier Stockwerke. Neben dem Hauptgebäude befindet sich ein kleinerer Anbau, der die Radstube mit dem mittelschlächtigen Wasserrad beherbergt. Durch die Radstube führt auch eine Fischtreppe. Bei der Restaurierung wurde die Anlage zur Getreidemühle rückgebaut. Dabei kamen Teile verschiedener Pfullinger Mühlen zusammen: Das Mühlrad stammte ursprünglich aus der Gipsmühle in der Großen Heerstraße. Die bis heute funktionstüchtige Einrichtung der Mühle wurde der Haydschen Mühle in der Klosterstraße entnommen. Beide Mühlen sind inzwischen abgebrochen.
Der frühere Wohnbereich der Mühle enthält heute das Württembergische Trachtenmuseum des Schwäbischen Albvereins, das gleichzeitig als Informationszentrum des Biosphärengebietes Schwäbische Alb dient. Die Mühlenstube im Erdgeschoss dient als Veranstaltungsort. Das Triebwerk wird nach wie vor zur Stromerzeugung genutzt und kann unter Volllast bis zu 18 kW liefern.

2009 fanden in der Baumannschen Mühle Dreharbeiten für die Fernsehserie Laible und Frisch statt. Die Baumannsche Mühle stellte dort die Häberlesmühle dar.

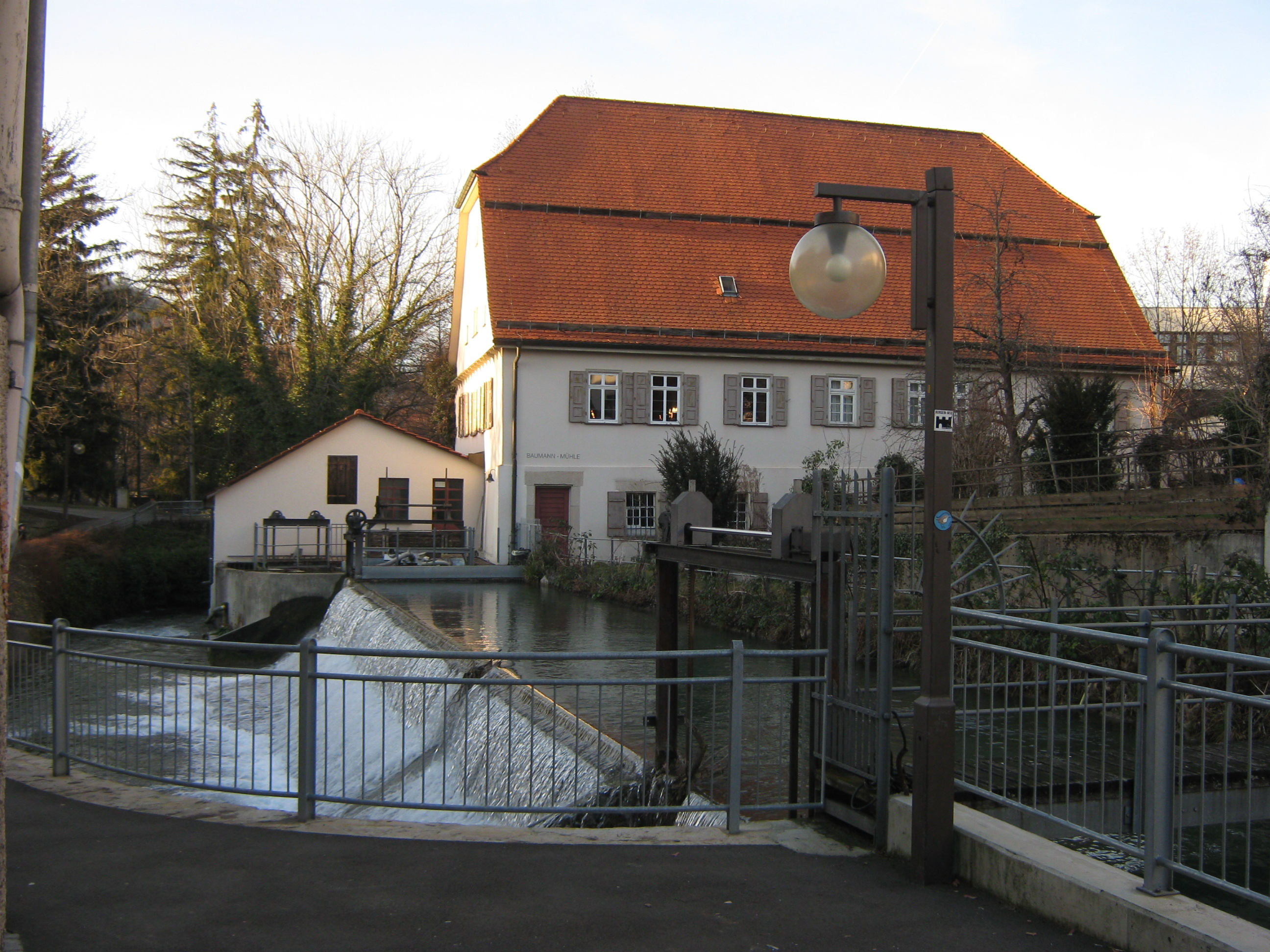
Ansicht von Südosten
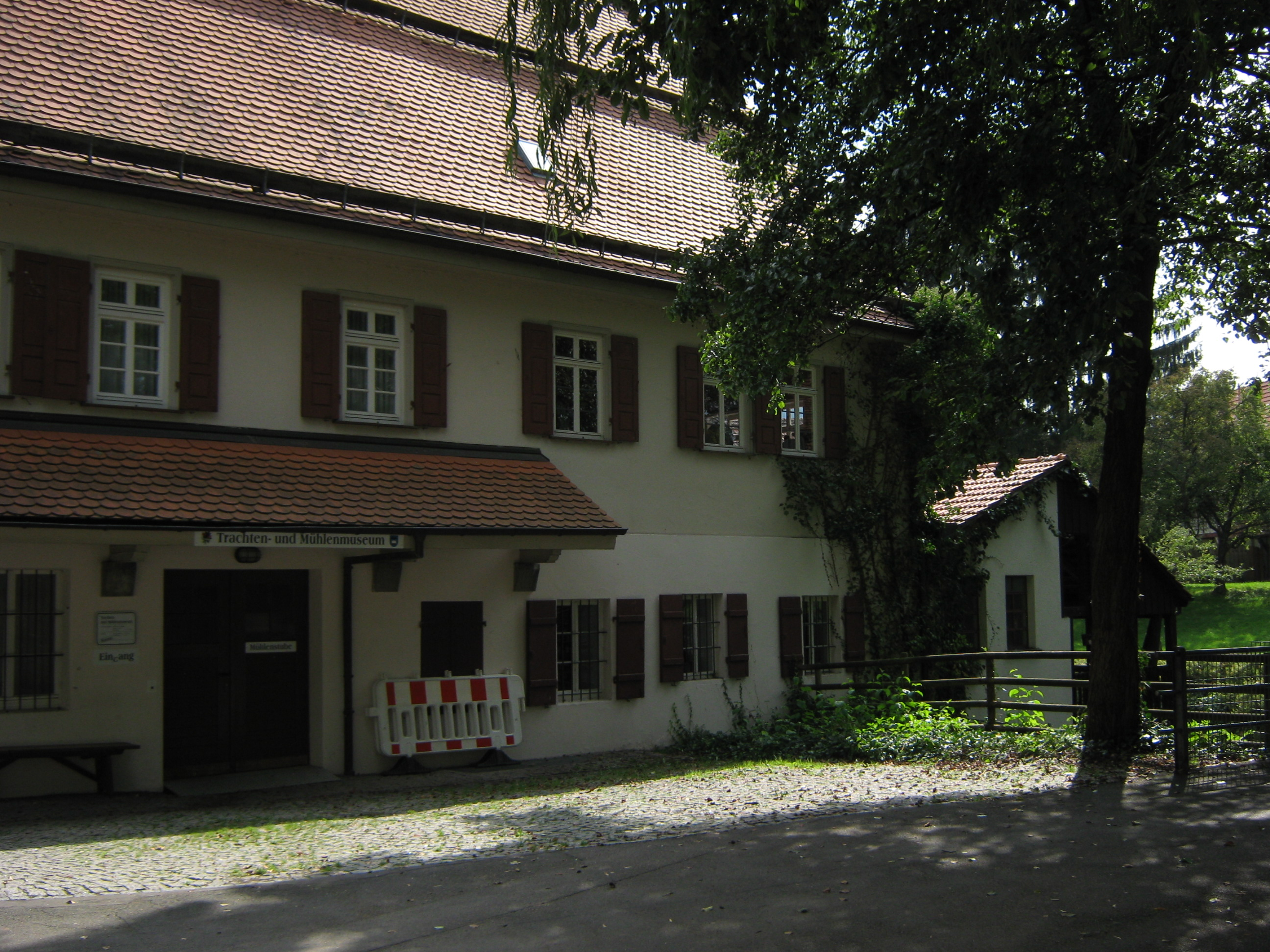
Haupteingang
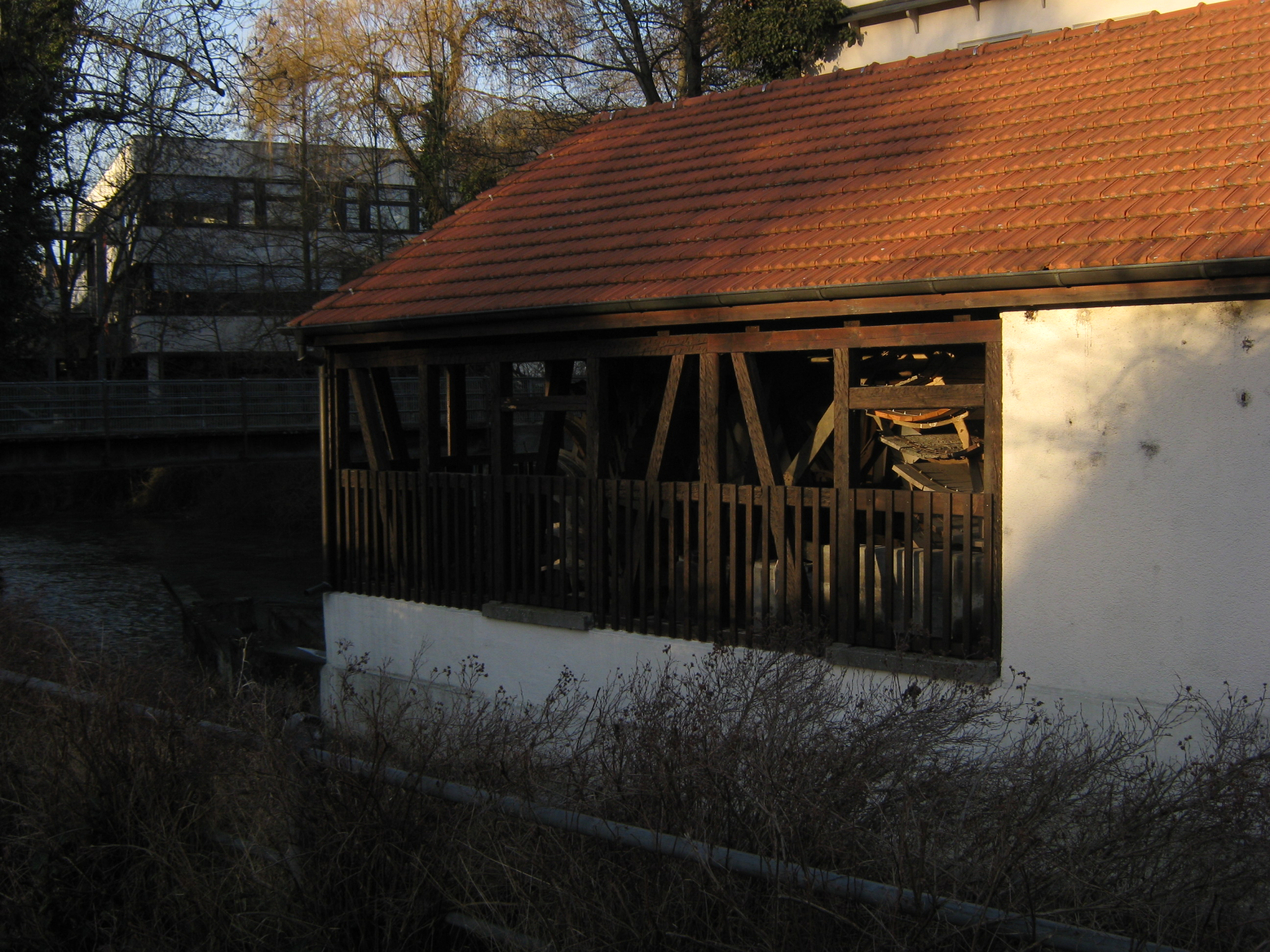
Radstube mit Mühlrad